# 다혜
다혜(본명: 송다혜, 본명 한자: 宋多惠, 1993년 6월 12일~)는 대한민국의 베스티 출신 가수이자 래퍼이다.

## 학력
- 인천예일고등학교 (졸업)